# Johann Georg Zwahr
Johann Georg Zwahr (niedersorbisch Hanzo Juro Swora, * 6. Oktober 1785 in Hänchen, Niederlausitz; † 19. Juli 1844 in Stradow, Niederlausitz) war ein niedersorbischer Pfarrer und Verfasser des ersten niedersorbisch-deutschen Wörterbuchs.

## Leben
Johann Georg Zwahr war der Sohn eines Lehrers. Nach dem Gymnasium in Cottbus studierte er Evangelische Theologie in Halle. Von 1812 war er Pfarrer in Stradow bei Spremberg bis zu seinem Tod 1844.
1847 gab sein Sohn Johann Karl Friedrich Zwahr das Niederlausitzisch-wendisch-deutsches Handwörterbuch von J. G. Zwahr, Spremberg 1847 heraus.